# Milenia Tower
Millenia Tower – 41-piętrowy biurowiec o wysokości 218 metrów, położony w Marina Center w Singapurze. 
Budynek został zaprojektowany przez Kevina Roche. Jest to 22. co do wysokości budynek w Singapurze. Prace nad budynkiem rozpoczęły się w 1992 roku, a skończyły w 1996.